# 지원 활동
지원 활동(support activities)은 주요활동의 효과적 수행을 지원하기 위한 활동을 말한다. 기업 인프라, 인적 자원 관리, 기술 관리, 조달활동으로 구분되어 있다.